# Linje A
Linje A er en S-togs-linje, som kører mellem Hillerød Station og Hundige Station hhv. Køge Station via København H. Mandag-fredag køres hvert 10. minut i dagtimerne mellem Hillerød og Hundige. Om aftenen køres hvert 20. minut mellem Hillerød og Køge. I weekenderne køres hvert 10. minut i dagtimerne og hvert 20. minut om aftenen mellem Hillerød og Køge. Nat efter fredag og lørdag køres hver halve time mellem Hillerød og Køge.
Linjen blev oprettet 15. maj 1934 men fik først sin nuværende betegnelse ved indførelsen af linjebogstaver 14. maj 1950. Fra 1972 blev linjen suppleret af linje Ax, der kun kørte i myldretiden. I 1992 ændredes linje Ax til linje K og kørte herefter i dagtimerne, fra 1993 omdøbt til linje A+. I 2007 nedlagdes denne supplerende linje.
Linje A er den eneste stamlinje, der alle årene har haft samme linjefarve, nemlig blå.

## Stationer
Linje A har følgende stationer på linjen, taget i rækkefølgen fra Hillerød til Køge. Visse stationer betjenes ikke mandag-fredag i dagtimerne, hvor linje E kører. Høvelte er en speciel station, der kun betjenes af enkelte tog mod Hillerød tidlig morgen og sen aften for afsætning af passagerer til Høvelte Kaserne.
1. Hillerød Station (Endestation)
2. Favrholm Station
3. Allerød Station
4. Høvelte Trinbræt (kun enkelte tog mod Hillerød for afsætning af passagerer til Høvelte Kaserne)
5. Birkerød Station
6. Holte Station
7. Virum Station (Aften, weekend og nat)
8. Sorgenfri Station (Aften, weekend og nat)
9. Lyngby Station
10. Jægersborg Station (Aften, weekend og nat)
11. Gentofte Station (Aften, weekend og nat)
12. Bernstorffsvej Station (Aften, weekend og nat)
13. Hellerup Station
14. Svanemøllen Station
15. Nordhavn Station
16. Østerport Station
17. Nørreport Station
18. Vesterport Station
19. København H
20. Dybbølsbro Station
21. Sydhavn Station
22. Sjælør Station
23. København Syd Station
24. Åmarken Station
25. Friheden Station
26. Avedøre Station
27. Brøndby Strand Station
28. Vallensbæk Station
29. Ishøj Station
30. Hundige Station (Endestation mandag-fredag i dagtimerne)
31. Greve Station (Aften, weekend og nat)
32. Karlslunde Station (Aften, weekend og nat)
33. Solrød Strand Station (Aften, weekend og nat)
34. Jersie Station (Aften, weekend og nat)
35. Køge Nord Station (Aften, weekend og nat)
36. Ølby Station (Aften, weekend og nat)
37. Køge Station (Endestation aften, weekend og nat)

## Historie
Linjen blev oprettet i forbindelse med indførelsen af S-banedrift mellem Hellerup og København H 15. maj 1934 og betjente da Klampenborgbanen og Boulevardbanen fra Klampenborg til København H. Oprindelig havde linjen ikke den senere kendte bogstavbetegnelse men stod i køreplanerne opført under 1A. I daglig tale kaldtes den for Klampenborglinjen, en betegnelse der var overtaget fra de hidtidige damptog på strækning. 1. november 1934 forlængedes linjen til Valby men forkortedes atter 15. juni 1940 til København H. Fra 1941 til 1949 fortsatte enkelte tog i myldretiden dog til og fra Valby eller Vanløse, hvilket 16. maj 1949 blev ændret til, at alle tog fortsatte til og fra Valby i myldretiden men ikke til Vanløse.
Linjen havde 20 minutters drift fra starten, men 2. verdenskrig nødvendiggjorde flere indskrænkninger. Fra 1. oktober 1939 aflystes hvert tredje tog på hverdage kl. 9-13 og 18-24 og på søndage kl. 5-9 og 19-24. 27. april 1940 indskrænkedes yderligere til timedrift i de nævnte tidsrum. Ved den ovennævnte afkortning 15. juni 1940 justeredes timedriften til at gælde kl. 9-14 og 19-24 på hverdage samt søndag formiddag og aften. Det varede så indtil 26. maj 1941, hvor 20 minutters driften blev genoptaget i hele driftsdøgnet.
14 maj 1950 forlængedes linjen ad Frederikssundsbanen til Vanløse i hele driftsdøgnet. Samtidig indførtes linjebogstaver, og linjen blev da til linje A. 6 oktober 1952 forlængedes linjen til Herlev i myldretiden som supplering af linje C. Til at begynde indeholdt køreplanen kun myldretidstog fra Herlev om morgenen og modsat om eftermiddagen, mens togene kørte tomme retur mellem Vanløse og Herlev. 22. maj 1955 blev returløbende også optaget i køreplanerne, idet der dog stadig kørtes uden stop i uaktuel retning. Først fra 31. maj 1964 stoppedes ved alle stationer undervejs i begge retninger.
1. oktober 1972 åbnedes den første etape af Køge Bugt-banen, og i den forbindelse skete der en omfattende reform af S-banens linjenet. Linje A blev linjen, der skulle betjene den nye bane, og den blev således omlagt fra Vanløse og Herlev til Vallensbæk. 26. september 1976 forlængedes både bane og linje til Hundige. 30. september 1979 fulgte yderligere en forlængelse af banen til Solrød Strand men også en ny reform af linjenettet. Mod nord omlagdes linje A ad Nordbanen til Holte, mens den mod syd forlængedes til Solrød Strand om aftenen og i weekenderne i stedet for linje E, der ellers kørte dertil. Den fjerde og sidste etape til Køge åbnede for driften 25. september 1983, hvorefter linje E kørte dertil i hele driftstiden, mens linje A afkortedes til Hundige.
Nok en reform af linjenettet fulgte 28. maj 1989, hvor linje A forlængedes til Hillerød. Mellem Østerport og Holte standsede den til gengæld kun på Hellerup og Lyngby. 30. maj 1999 fik linjen igen stop på Nordhavn og Svanemøllen. Det gav lidt længere rejsetider, der til gengæld var med til at stabilisere køreplanen. 23. september 2007 kom der igen en reform af linjenettet og med den en ny omlægning. Efter at have betjent både Klampenborgbanen og Nordbanen kom turen for linje A nu til den tredje af de tre nordlige radialer, idet den omlagdes ad Hareskovbanen til Farum. Ved samme lejlighed indførtes 10 minutters drift i dagtimerne mandag-lørdag, hvor 20 minutters drift ellers hidtil havde været fast for alle linjer uanset tidspunktet på dagen. 13. december 2009 forlængedes linjen på hver anden afgang til Solrød Strand i dagtimerne mandag-fredag. Endnu en ændring fulgte 9. december 2012, da linjen forlængedes til Køge i weekenderne til erstatning for linje E, der indstilledes netop i weekenderne. Samtidig fik linje A også 10 minutters drift i dagtimerne om søndagen, da afskaffelsen af lukkeloven havde gjort det muligt for folk også at tage på indkøb den dag.

### Nordbanen og Hareskovbanen
Ved køreplansskiftet 15. december 2014 blev linjen på ny ændret. Baggrunden var indførelsen af et nyt signalsystem, der i første omgang etableres på Nordbanen mellem Jægersborg og Hillerød, og i den forbindelse ønskede man at samle de tog, der er forberedt på det nye system på en strækning. For linje A's vedkommende betød det, at den omlagdes til Hillerød, idet der mandag-fredag kørtes uden stop Hellerup - Jægersborg og Lyngby - Holte men med stop ved alle stationer weekender og nat efter fredag og lørdag. På hverdage betjenes mellemstationerne af linje E, der afkortedes til Holte. Kørslen til Farum blev overtaget af linje B. Mindre end to måneder efter blev køreplanen dog ændret på ny 9. februar 2015, så der ikke længere stoppedes i Jægersborg på hverdage men som hidtil weekend og nat. 25. januar 2016 fik linje A atter stop i Jægersborg på hverdage.
Ved køreplansskiftet 30. januar 2017 vendte linje A tilbage til Hareskovbanen, med endestation i Farum og med stop på alle stationer; suppleret af en forlænget linje Bx, der fungerede som hurtigtog på strækningen. Om aftenen (og i weekenderne) blev linje A i øvrigt den eneste linje på både Køge Bugt-banen og på Hareskovbanen, og fik dermed linjeføringen Køge-København-Farum med stop på alle stationer. Det kom dog ikke til at vare så længe, for ved køreplansskiftet 10. december 2018 vendte linje A på ny tilbage til Nordbanen og Hillerød. Mandag-fredag køres der uden stop Hellerup - Jægersborg og Lyngby - Holte i dagtimerne men med stop ved alle stationer aften, weekend og nat efter fredag og lørdag.
27. maj 2019 ophørte linje A med at betjene Jægersborg Station i dagtimerne mandag-fredag. I stedet bliver den udelukkende betjent af linje E med stop hvert tiende minut i det tidsrum. Til gengæld kom linje A til at betjene den nye Køge Nord Station aften, weekend og nat efter fredag og lørdag, da stationen blev taget i brug 1. juni 2019.
Fra 24. juni til 14. oktober 2019 var linje A delt i to i dagtimerne. Baggrunden var anlæggelsen af Ring 3 Letbane, der vil krydse under Nordbanen i Lyngby. Mens arbejdet stod på, var der være færre spor til rådighed, og passagerne måtte derfor skifte tog i Lyngby. Mandag-fredag i perioden kørte linje A mellem Hundige og Klampenborg og mellem Lyngby og Hillerød, mens linje E kørte mellem Køge og Lyngby. Linje A mellem Hundige og Klampenborg kørte uden stop mellem Hellerup og Klampenborg. Lørdag-søndag kørte linje A mellem Køge og Lyngby og mellem Lyngby og Hillerød.
Ved køreplansskiftet 14. december 2020 indskrænkedes kørslen med hvert andet tog til Solrød Strand i dagtimerne mandag-fredag til kun at være i morgenmyldretiden. Ved køreplansskiftet 11. december 2022 ophørte det også der, så alle tog kom til at ende i Hundige i dagtimerne mandag-fredag. Om aftenen og i weekenden kører alle tog dog stadig til Køge. Ophøret skyldtes at der skulle frigøres tog til renovering.
Fra 2. maj til 30. september 2025 er der skiftende ændringer på S-togslinjerne på grund af sporarbejde på Nordbanen. For linje A betød det, at den dels var erstattet af togbusser mellem Virum og Hillerød og dels stoppede ved alle stationer fra 2. maj til 31. maj 2025. Fra 1. juni til 19. juni 2025 kørte linje A igen til Hillerød men uden stop mellem Hellerup og Lyngby, hvor mellemstationerne betjentes af togbusser. Fra 20. juni til 10. juli 2025 var linje A helt erstattet af togbusser mellem Bernstorffsvej og Sorgenfri. Fra 11. juli til 30. september 2025 er linje A omlagt ad Hareskovbanen i dagtimerne mandag-fredag. Til at begynde med kørtes til skiftevis Buddinge og Farum og i begge tilfælde uden at stoppe mellem Ryparken og Buddinge. Fra 4. august 2025 er der endestation på skiftevis Østerport og Buddinge. Linje E kører til til Hillerød i stedet i den nævnte periode. Om aftenen og i weekenden kører linje A til Hillerød som normalt.

### Kronologisk oversigt
Oprindeligt blev linjen kaldt for Klampenborglinjen i daglig tale. I køreplanerne stod den opført under 1A. Ved indførelsen af linjebogstaver 14. maj 1950 blev den til linje A.
| Dato                    | Linjeføring                                               | Bemærkninger |
| ----------------------- | --------------------------------------------------------- | --- |
| 15-05-1934              | København H - Klampenborg                                 | |
| 01-11-1934              | Valby - København H - Klampenborg                         | |
| 15-06-1940              | København H - Klampenborg                                 | |
| 15-05-1949              | (Valby -) København H - Klampenborg                       | Valby - København H kun i myldretiderne. |
| 14-05-1950              | Vanløse - København H - Klampenborg                       | |
| 06-10-1952              | (Herlev -) Vanløse - København H - Klampenborg            | Fra Herlev i morgenmyldretiden og til Herlev i eftermiddagsmyldretiden. |
| 22-05-1955              | (Herlev -) Vanløse - København H - Klampenborg            | Herlev - Vanløse kun i myldretiderne. Om morgenen køres uden stop fra Vanløse til Herlev og om eftermiddagen modsat.                                                                                       |
| 31-05-1964              | (Herlev -) Vanløse - København H - Klampenborg            | Herlev - Vanløse kun i myldretiderne. |
| 01-10-1972              | Vallensbæk - København H - Klampenborg                    | |
| 26-09-1976              | Hundige - København H - Klampenborg                       | |
| 30-09-1979              | (Solrød Strand -) Hundige - København H - Holte           | Solrød Strand - Hundige kun aften og weekend. |
| 25-09-1983              | Hundige - København H - Holte                             | |
| 28-05-1989              | Hundige - København H - Hillerød                          | Uden stop Østerport-Hellerup-Lyngby-Holte. |
| 30-05-1999              | Hundige - København H - Hillerød                          | Uden stop Hellerup-Lyngby-Holte. |
| 23-09-2007              | Hundige - København H - Farum                             | |
| 13-12-2009              | (Solrød Strand -) Hundige - København H - Farum           | Mandag-fredag fortsætter hvert andet tog til Solrød Strand i dagtimerne. |
| 09-12-2012              | (Køge - Solrød Strand -) Hundige - København H - Farum    | Mandag-fredag fortsætter hvert andet tog til Solrød Strand i dagtimerne. I weekenden fortsætter alle tog til Køge.                                                                                         |
| 15-12-2014              | (Køge - Solrød Strand -) Hundige - København H - Hillerød | Mandag-fredag uden stop Hellerup-Jægersborg og Lyngby-Holte. Mandag-fredag fortsætter hvert andet tog til Solrød Strand i dagtimerne. I weekenden fortsætter alle tog til Køge.                            |
| 09-02-2015              | (Køge - Solrød Strand -) Hundige - København H - Hillerød | Mandag-fredag uden stop Hellerup-Lyngby-Holte. Mandag-fredag fortsætter hvert andet tog til Solrød Strand i dagtimerne. I weekenden fortsætter alle tog til Køge.                                          |
| 25-01-2016              | (Køge - Solrød Strand -) Hundige - København H - Hillerød | Mandag-fredag uden stop Hellerup-Jægersborg og Lyngby-Holte. Mandag-fredag fortsætter hvert andet tog til Solrød Strand i dagtimerne. I weekenden fortsætter alle tog til Køge.                            |
| 30-01-2017              | (Køge - Solrød Strand -) Hundige - København H - Farum    | Mandag-fredag fortsætter hvert andet tog til Solrød Strand i dagtimerne. Om aftenen og i weekenden fortsætter alle tog til Køge.                                                                           |
| 10-12-2018              | (Køge - Solrød Strand -) Hundige - København H - Hillerød | Mandag-fredag uden stop Hellerup-Jægersborg og Lyngby-Holte i dagtimerne. Mandag-fredag fortsætter hvert andet tog til Solrød Strand i dagtimerne. Om aftenen og i weekenden fortsætter alle tog til Køge. |
| 27-05-2019              | (Køge - Solrød Strand -) Hundige - København H - Hillerød | Mandag-fredag uden stop Hellerup-Lyngby-Holte i dagtimerne. Mandag-fredag fortsætter hvert andet tog til Solrød Strand i dagtimerne. Om aftenen og i weekenden fortsætter alle tog til Køge.               |
| 24-06-2019 - 14-10-2019 | Hundige - København H - Klampenborg og Lyngby - Hillerød  | Mandag-fredag uden stop Klampenborg-Hellerup. Aften og nat køres normalt. Weekend Køge - Lyngby og Lyngby - Hillerød og ikke Køge - Klampenborg                                                            |
| 14-12-2020              | (Køge - Solrød Strand -) Hundige - København H - Hillerød | Mandag-fredag uden stop Hellerup-Lyngby-Holte i dagtimerne. Mandag-fredag fortsætter hvert andet tog til Solrød Strand i morgenmyldretiden. Om aftenen og i weekenden fortsætter alle tog til Køge.        |
| 11-12-2022              | (Køge -) Hundige - København H - Hillerød                 | Mandag-fredag uden stop Hellerup-Lyngby-Holte i dagtimerne. Køge - Hundige betjenes kun om aftenen og i weekenden.                                                                                         |

## Grosserertoget og ekstrakørsel
Fra starten i 1934 indsattes et lidt specielt ekstratog om morgenen på hverdage fra Klampenborg til København H med ankomst lidt før kl. 9. I forhold til almindelig myldretidskørsel var det noget sent, men med dette tog kunne det bedre borgerskab fra egnen omkring Klampenborgbanen nå frem til kontortid, og det blev da også populært kaldt for "grosserertoget". Også fra Holte kørte et tilsvarende tog, men det gled ud efter 2. verdenskrig. På Klampenborgbanen kunne man imidlertid fortsat køre med "grosserertoget" helt frem til 1972.
På søn- og helligdage kunne der være ekstra mange passagerer på Klampenborgbanen til f.eks. Dyrehaven, Bakken og Bellevue Strand, og efter behov kunne den almindelige 20 minutters drift derfor fra starten udvides til 10 minutters drift mellem København H og Klampenborg. Efter oprettelsen af linje C i 1950 blev det denne, der i en årrække efter behov kunne køre til Klampenborg på søn- og helligdage. Til daglig var det ellers linje F, der fortsatte til Klampenborg i vekslende omfang gennem mange år.

## Ax, K, A+
1. oktober 1972 blev linje A som nævnt ovenfor omlagt ad den nye Køge Bugt-banen til Vallensbæk. Der var imidlertid fra starten brug for forstærkning i myldretiden, og det fik man med den nye linje Ax mellem Vallensbæk og Hellerup. I modsætning til det enlige grosserertoget, der forsvandt ved samme lejlighed, var der her tale om en regulær linje med 20 minutters drift i myldretiden, der desuden kørte uden stop mellem Østerport og Hellerup. 26. september 1976 forlængedes banen og begge linjer til Hundige, mens linjen fik stop på alle stationer undervejs fra 25. september 1977. 29. september 1979 blev linje Ax imidlertid ændret i begge ender, idet den afkortedes til Østerport og samtidig begyndte at køre uden stop mellem Friheden og København H. Som sådan fortsatte den til 31. maj 1987, hvor den forlængedes ad Hareskovbanen til Farum til erstatning for linje Bx og også her uden stop ved visse stationer. Det holdt dog kun til 28. maj 1989, hvor linje Bx vendte tilbage til Farum, mens linje Ax atter afkortedes til Østerport. I den modsatte ende forlængedes linjen til gengæld til Solrød Strand 8. april 1991.
Passagertallene voksede på Køge Bugt-banen, så det blev nødvendigt at udvide driften. Det skete ved at omdanne linje Ax fra at være en myldretidslinje til at være linje K med kørsel i dagtimerne mandag-lørdag fra 31. maj 1992. Linjeføringen var dog uændret mellem Solrød Strand og Østerport og stadig uden stop mellem Friheden og København H. Men da der ikke var plads til at opstille overskydende vogne udenfor myldretiderne ved nogen af endestationerne, måtte op- og nedformering af togene finder sted ved, at passagerne skiftede tog i Hundige, hvor der var de nødvendige opstillingsspor. Det forhindrede dog ikke, at passagertallet steg som følge af det forbedrede trafikudbud. DSB valgte derfor at udvide kørsel i myldretiden til kørsel i dagtimerne på flere andre baner også fra 26. september 1993. Ved samme lejlighed blev det besluttet at skabe større sammenhæng i køreplanerne, så supplerende linjer i dagtimerne fremover blev til +linjer. Linje K blev på den måde omdøbt til linje A+ for at vise sammenhængen med linje A.
24. september 1995 blev linjen forlænget til Køge i stedet for linje Ex, der til gengæld blev forkortet til Solrød Strand. Desuden fik linjen stop på Sjælør. I 1996 var linje A+ den første til at få indsat de nye 4. generations S-tog litra SA. Den officielle indvielse med klip af rødt bånd blev foretaget af trafikminister Jan Trøjborg 14. juni. 15. juni blev de første af de nye tog indsat i ordinær drift, og 16. juni kørte de gratis særtog. 24. maj 1998 fik linje A+ stop på Sydhavn, der havde et opland med mange arbejdspladser. 15. september 2002 fik linjen også stop på Dybbølsbro for at give en bedre betjening af indkøbscentret Fisketorvet. Det blev også overvejet at omdøbe linjen til E+ ved samme lejlighed, men det blev opgivet af hensyn til passagererne, der havde vænnet sig til betegnelsen A+.
8. januar 2006 blev linje A+ forlænget mod nord til Buddinge med stop ved alle stationer mandag-fredag. Om lørdagen endtes der stadig ved Østerport. Det var første gang, at Buddinge blev endestation for en S-togslinje. 6. januar 2007 åbnede Køge Bugt-banens perroner på Ny Ellebjerg, hvor linje A+ også fik stop. Desuden fik den stop på de resterende stationer på banen, så den ikke længere kørte uden stop nogen steder. Det blev de sidste ændringer, for 23. september 2007 fandt der en reform af linjenettet sted. Her nedlagdes linje A+, idet den blev erstattet af linje A, der samtidig fik 10 minutters drift.

### Kronologisk oversigt
Oprindeligt myldretidslinje med betegnelsen linje Ax. Ændret til linje K med kørsel i dagtimerne mandag-lørdag i 1992. Ændret til linje A+ i 1993.
| Dato       | Linjeføring                                       | Bemærkninger                                                                       |
| ---------- | ------------------------------------------------- | ---------------------------------------------------------------------------------- |
| 01-10-1972 | Vallensbæk - København H - Hellerup               | Uden stop Østerport-Hellerup.                                                      |
| 26-09-1976 | Hundige - København H - Hellerup                  | Uden stop Østerport-Hellerup.                                                      |
| 25-09-1977 | Hundige - København H - Hellerup                  |                                                                                    |
| 30-09-1979 | Hundige - København H - Østerport                 | Uden stop Friheden-København H.                                                    |
| 31-05-1987 | Hundige - København H - Farum                     | Uden stop Friheden-København H, Østerport-Ryparken-Kildebakke og Bagsværd-Værløse. |
| 28-05-1989 | Hundige - København H - Østerport                 | Uden stop Friheden-København H.                                                    |
| 08-04-1991 | Solrød Strand - København H - Østerport           | Uden stop Friheden-København H.                                                    |
| 24-09-1995 | Køge - København H - Østerport                    | Uden stop Friheden-Sjælør-København H.                                             |
| 24-05-1998 | Køge - København H - Østerport                    | Uden stop Friheden-Sjælør og Sydhavn-København H.                                  |
| 15-09-2002 | Køge - København H - Østerport                    | Uden stop Friheden-Sjælør.                                                         |
| 08-01-2006 | Køge - København H - Østerport (- Buddinge)       | Uden stop Friheden-Sjælør. Østerport-Buddingen kun mandag-fredag.                  |
| 06-01-2007 | Køge - København H - Østerport (- Buddinge)       | Østerport-Buddingen kun mandag-fredag.                                             |
| 23-09-2007 | Nedlagt og erstattet af udvidet drift på linje A. | Nedlagt og erstattet af udvidet drift på linje A.                                  |

## Nattog A
20. november 2009 indførtes forsøg med nattog fredag og lørdag nat på S-banen, hvilket for linje A's vedkommende betød tog en gang i timen mellem Farum og Køge og stop ved alle stationer undervejs. Forsøget skulle oprindelig have varet et halvt år. I praksis blev det imidlertid permanent, og fra 30. november 2012 blev det udvidet til kørsel to gange i timen om natten. Et tilsvarende koncept havde allerede i en årrække været benyttet nat efter julefrokostfredage, juleaften og nytårsaften, dog med 20-minuttersdrift.
Natdriften er senere blevet ændret i takt med omlægningerne af linje A om dagen. 15. december 2014 omlagdes den til Hillerød, 30. januar 2017 til Farum og 10. december 2018 igen til Hillerød.